# Ferdinand Piloty (Maler)
Ferdinand Piloty [der Jüngere] (* 9. Oktober 1828 in München; † 21. Dezember 1895 ebenda) war ein Maler, Freskant und Illustrator.

## Leben
Piloty war ein Sohn des Lithographen Ferdinand Piloty. Der Historienmaler Karl von Piloty war sein älterer Bruder. Er studierte bereits im Alter von 15 Jahren ab dem 6. November 1843 Malerei an der Akademie der Bildenden Künste München bei seinem späteren Schwager Karl Schorn und wurde durch seinen älteren Bruder Karl beeinflusst, dessen koloristischer Richtung er folgte. Er wurde zudem im Atelier seines Vaters unterrichtet. Bereits im Jahr 1848 war sein Bildnis des „hl. Sebastian“ in der Kunstausstellung zu sehen und er beteiligte sich an der figürlichen ausstattung des Rundgemälde von Jerusalem, das unter der Leitung von Ulrich Halbreiter von 1848 bis 1850 angefertigt wurde. Im Nationalmuseum zu München und im Rathaussaal zu Landsberg am Lech führte er eine Anzahl geschichtlicher Fresken aus.

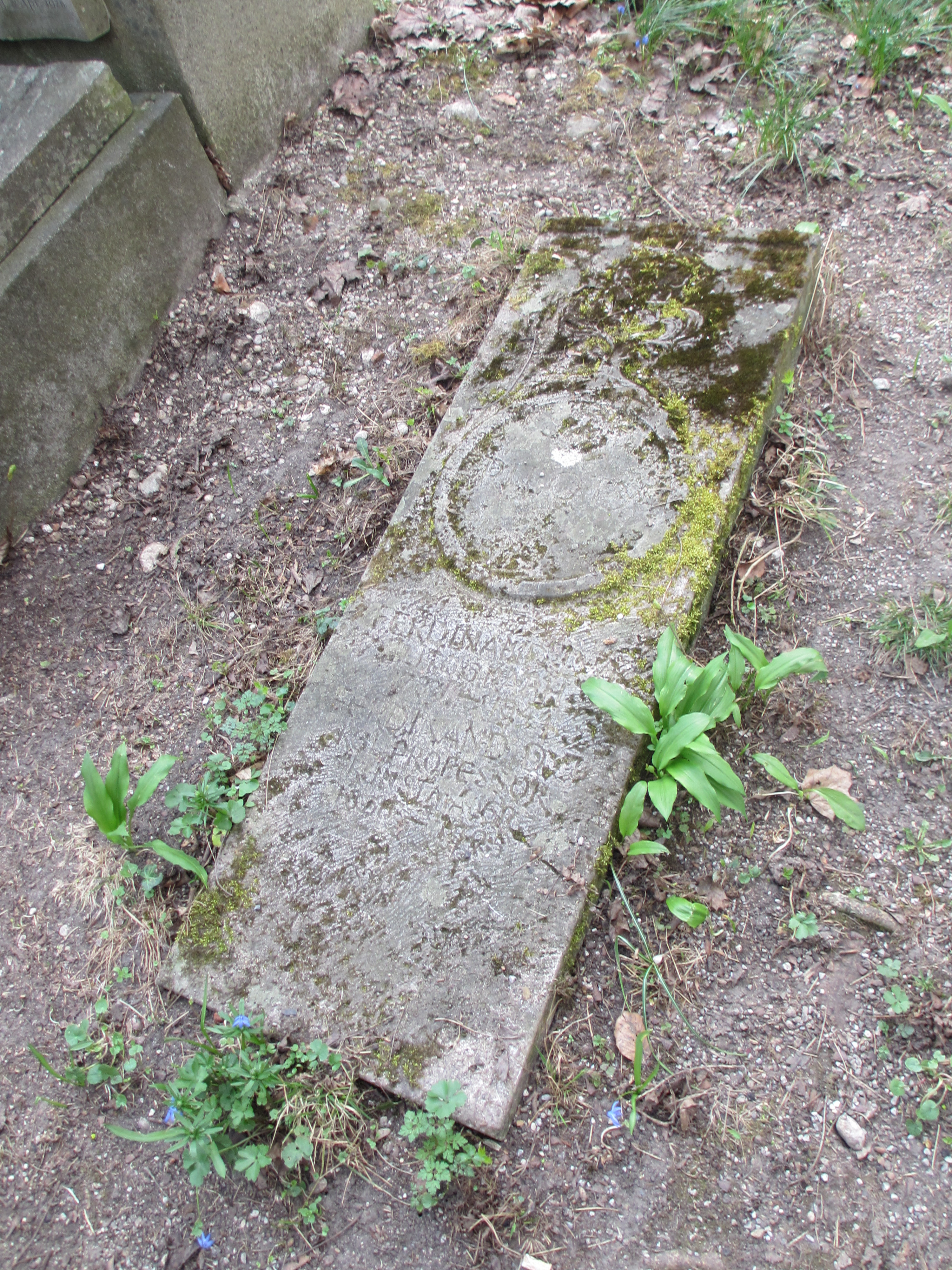
Grab Ferdinand Pilotys in München

Er war mit Ferdinand Rothbart befreundet, der in den Jahren 1871 bis 1885 als Konservator an der Graphischen Sammlung in München arbeitete. Piloty fertigte viele Holzschnittlllustrationen, so unter anderem zu Shakespeares Othello und Romeo und Julia, oder für die Prachtausgabe von Schillers Gedichten, die in Stuttgart erschien oder Genrebilder. Um sich weiterzubilden, bereiste er Frankreich (Paris), Italien (Rom) und Österreich (Wien). Er nahm mit seinen Bildern an zahlreichen Kunstausstellungen teil.
Die Grabstätte von Piloty dem Jüngeren befindet sich auf dem Alten Südlichen Friedhof in München (Gräberfeld 13 – Reihe 2 – Platz 1) Standort. Er liegt dort zusammen mit seinem Vater Ferdinand Piloty dem Älteren.

## Ehrungen (Auswahl)
- 1870: Ehrenmitglied der Münchner Akademie der Bildenden Künste[4]
- 1876: Ludwigsmedaille für Wissenschaft und Kunst[5]

## Werke (Auswahl)

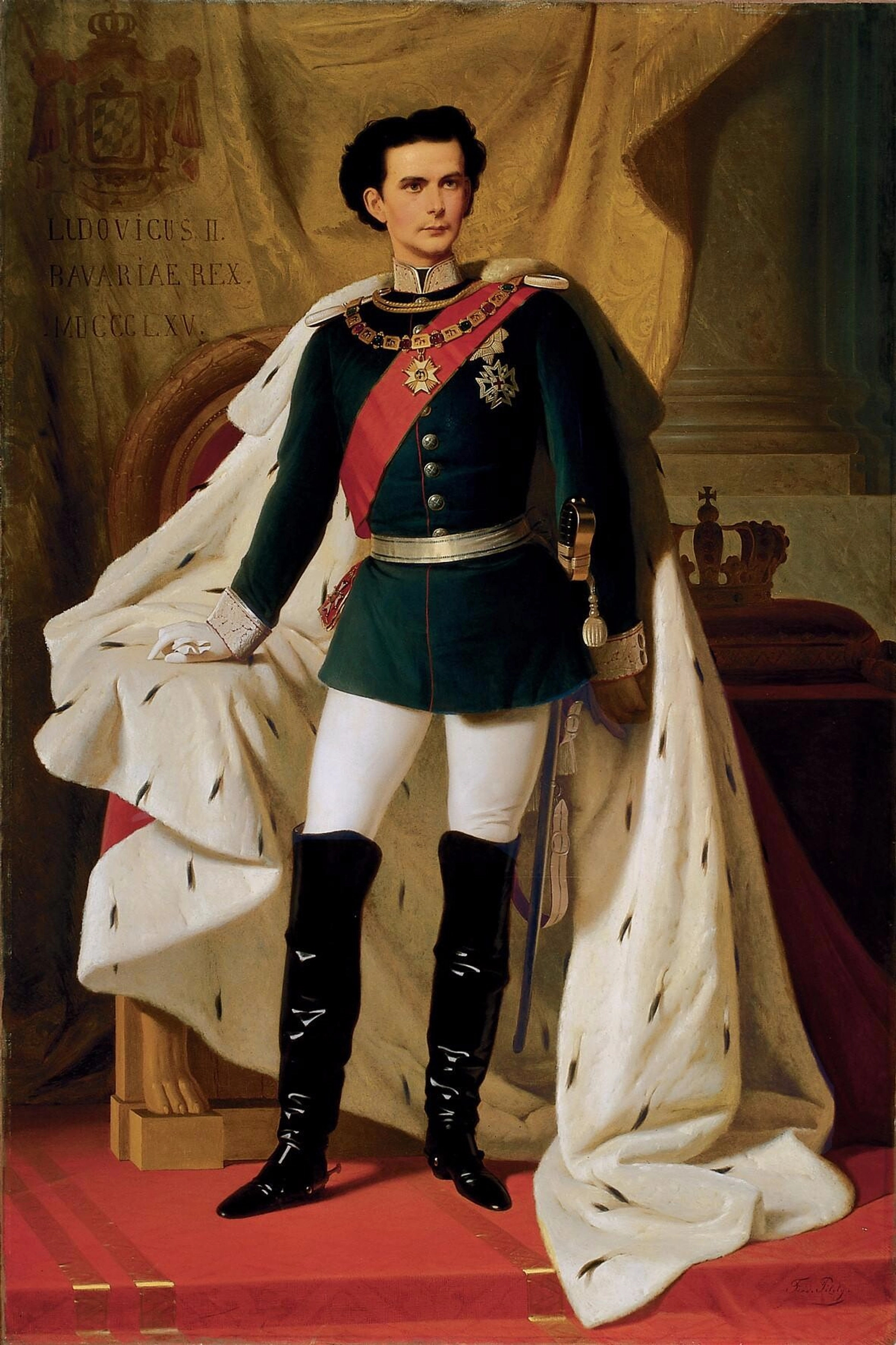
Ludwig II. im Krönungsmantel

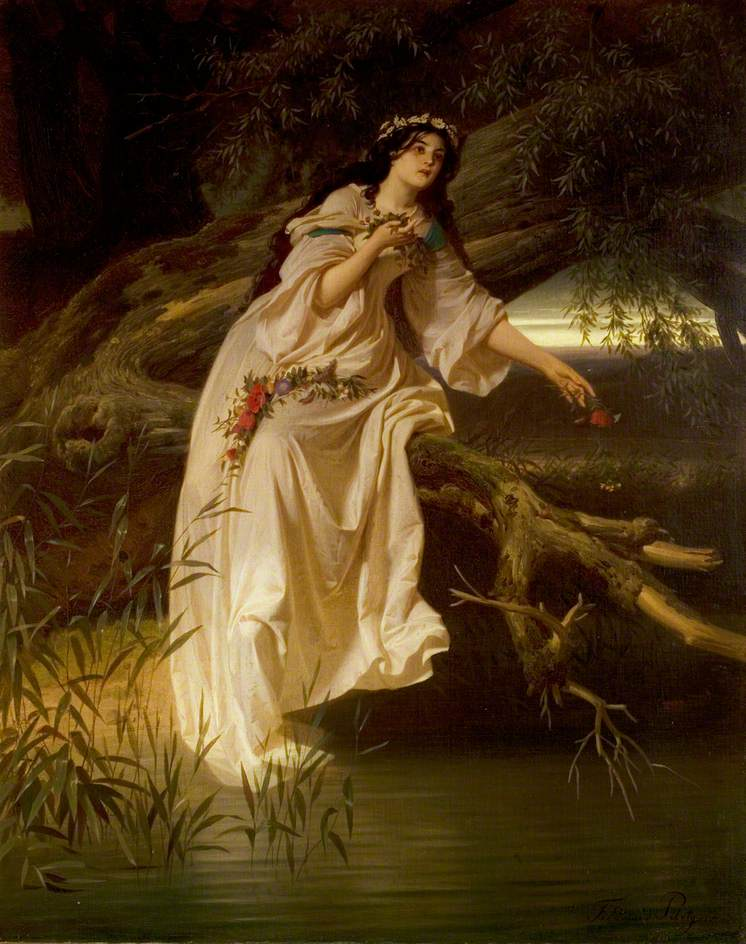
Ophelia

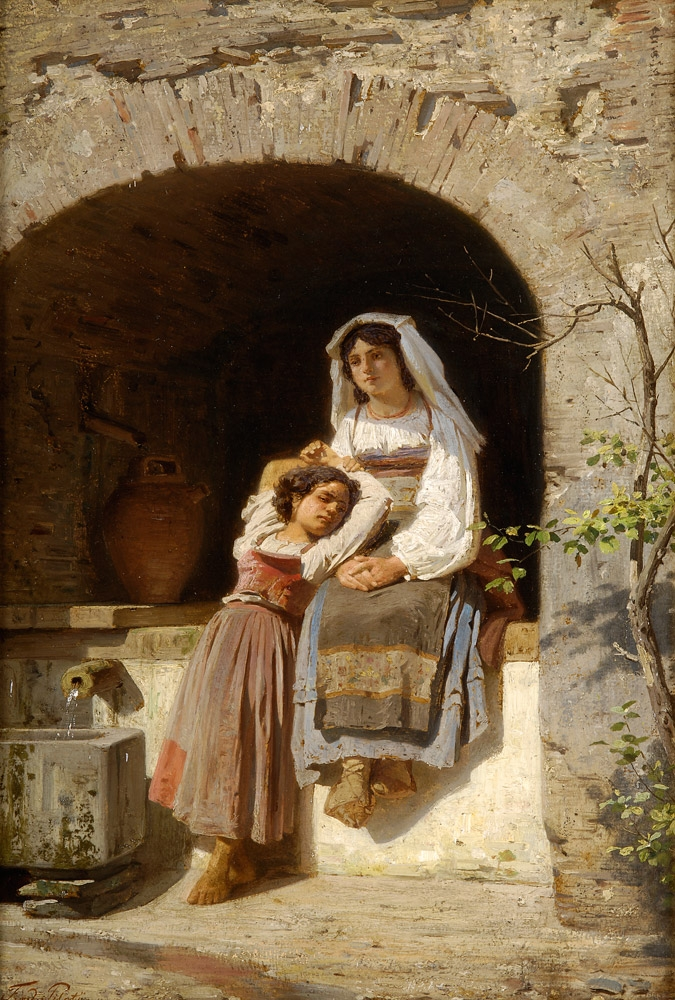
Kinder in der Campagna

Sein bekanntestes Werk ist das Bildnis König Ludwig II. von Bayern in Generalsuniform mit dem Krönungsmantel (1865) Zu seinen weiteren Hanptwerken gehören fünf große Fresken im Münchner Nationalmuseum, und die Wandgemälde mit Szenen aus der Stadtgeschichte im Rathaus in Landsberg am Lech.
Gemälde
- Heerschau der Königin Elisabeth über ihre englische Armada (1588) auch unter dem Titel Königin Elisabeth von England hält im Angesicht der Armada Heerschau ab (Ölbild für das Maximilianeum in München)
- Thomas Morus im Kerker von seiner Tochter besucht
- Egmont und Clärchen (zu Goethes Egmont)
- Raffael auf dem Krankenlager
- Graf Eberhard von Württemberg an der Leiche seines Sohns
- Die Kapuzinerpredigt auf dem Fischmarkt in Rom
- Das Urteil Salomonis
- Ophelia (zu Shakespeares Hamlet)
- Kinder in der Campagna

Zeichnungen (Schiller)
- Die Schlacht 1859
- Graf Eberhard der Greiner 1860
- Der Ring des Polykrates 1861
- Die Räuber (6 Stück, 1879)

Zeichnungen (Shakespeare)
- Hamlet 1869
- König Heinrich IV. 1869
- Romeo und Julia 1869

Fresken
- Die Blüte Augsbnrgs
- Maximilians I. Einzug in Prag
- Szene ans dem Bauexnkriege
- Gründung des hl. Geistspitals in Landsberg am Lech durch Ludwig den Brandenburger (1349)